# Carpelimus haplomus
Carpelimus haplomus är en skalbaggsart som beskrevs av Richard Eliot Blackwelder 1943. Carpelimus haplomus ingår i släktet Carpelimus och familjen kortvingar. Inga underarter finns listade i Catalogue of Life.